# Institutsgebäude Pilgrimstein 2

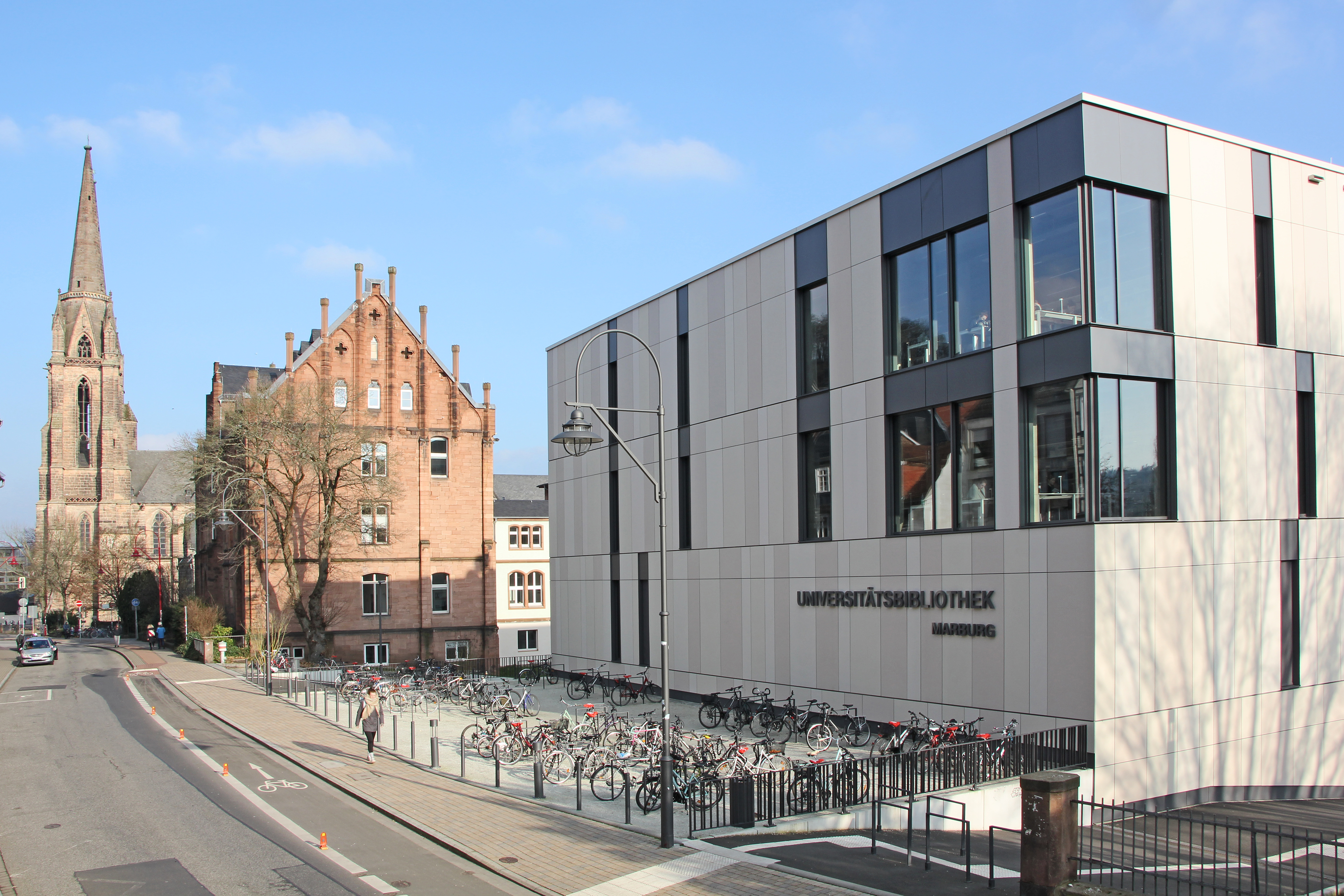
Neubau der Universitätsbibliothek mit dem Gebäude Pilgrimstein 2 im Hintergrund

Das Institutsgebäude Pilgrimstein 2 in Marburg beherbergt heute den Fachbereich Erziehungswissenschaften und Schulpädagogik der Philipps-Universität Marburg. Ursprünglich wurde das Gebäude als chirurgische Klinik errichtet, bevor es später für das Hygiene-Institut genutzt wurde.

## Geschichte und Nutzung
Das Gebäude wurde in den Jahren 1853 bis 1858 nach Plänen des Universitätsarchitekten Friedrich Lange erbaut. Es wurde als erste chirurgische Klinik der Universität Marburg errichtet, was dem Engagement des Mediziners Wilhelm Roser zu verdanken war. Es war eines der wenigen größeren Bauvorhaben der Universität in der kurhessischen Zeit. 1896 zog das Hygiene-Institut unter Emil von Behring hier ein. Im Laufe der Jahre erlebte das Gebäude mehrere An- und Umbauten, darunter die Einrichtung von Hörsälen, Kursräumen und eine Zentralheizung.
Seit der Sanierung 2009/10 wird das Gebäude von der Philipps-Universität als Institut für Schulpädagogik genutzt.

## Architektur
Das Gebäude wurde im neugotischen Stil erbaut. Es ist ein dreigeschossiger Massivbau aus rotem Sandstein mit einem steilen Satteldach. Der Bau weist typisch neugotische Merkmale auf, wie Strebepfeiler, einen Vierpass im Mittelrisalit, Spitzbögen, Wasserspeier und Fialen an den Giebeln. Besonders markant ist der schmale Mittelrisalit, der zusammen mit der symmetrischen Anordnung der Fensterachsen eine formale Strenge vermittelt. In seiner Großform erinnert der Bau weniger an mittelalterliche Vorbilder als an staatliche Repräsentationsbauten der Zeit.
Im Inneren weist das Treppenhaus eine feine Abstufung in der Bauzier von den unteren zu den oberen Etagen auf.

## Denkmal
Das Institutsgebäude Pilgrimstein 2 ist aufgrund seiner historischen Bedeutung und seiner künstlerischen Baugestaltung als Kulturdenkmal eingestuft. Es handelt sich um den frühsten neogotischen Bau in Marburg und ein bedeutendes Zeugnis der Architektur der späten 1850er Jahre.